# Riviera ligure

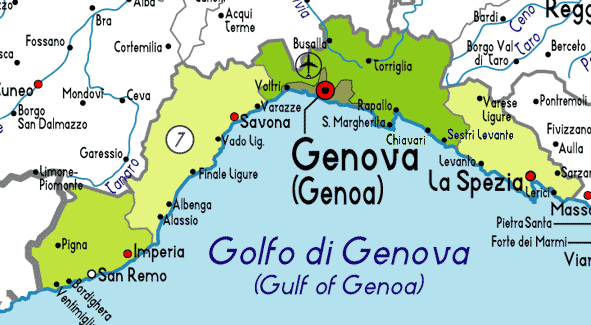
Carte de la côte ligure.

La Riviera ligure (ou Riviera de Gênes) est la côte de la Riviera méditerranéenne qui correspond à la région Ligurie.

## Limites géographiques

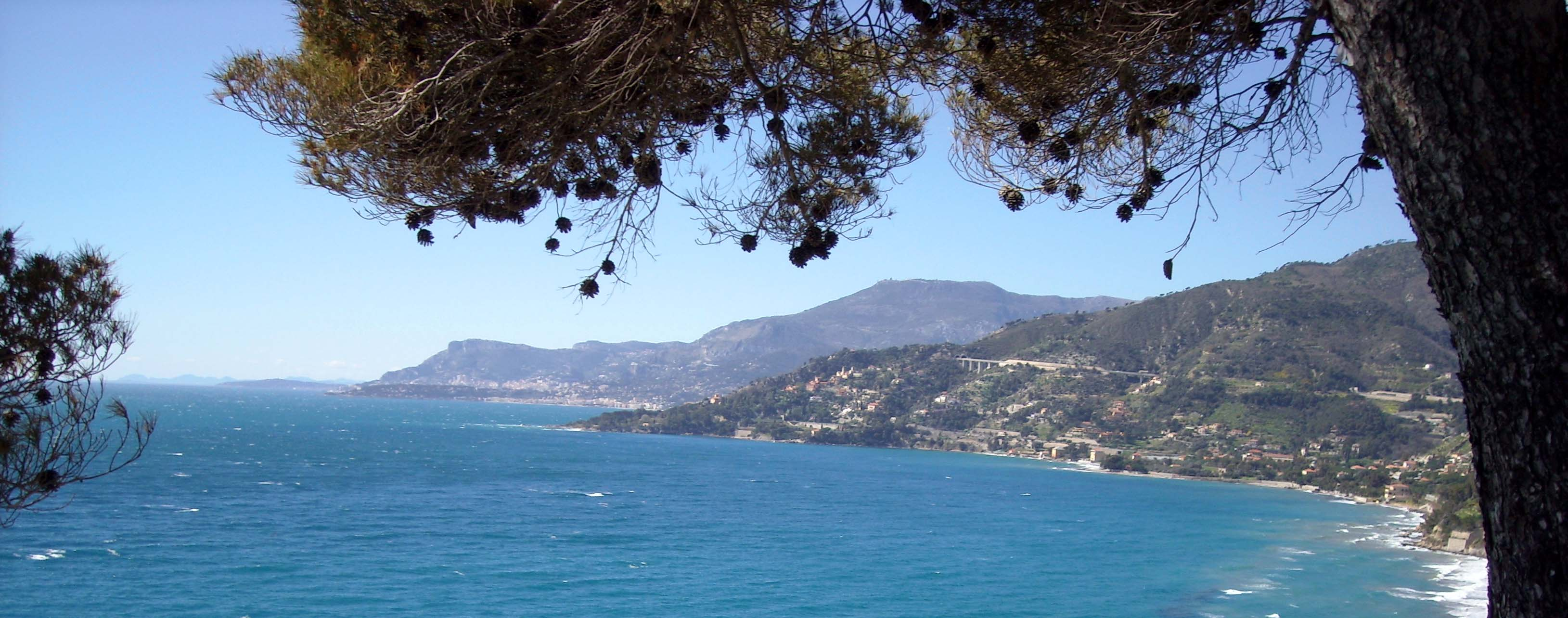
Le Capo della Mortolla vers Vintimille.

Elle est centrée sur la ville de Gênes, chef-lieu de la région, qui sépare :
- la Riviera du Ponant (Riviera ligure di Ponente), à l'ouest, qui aligne sur 200 kilomètres de nombreuses localités balnéaires au charme pittoresque et au mode de vie traditionnel, qui ont fait sa célébrité : Vintimille, Bordighera, San Remo, Imperia, Alassio, Albenga, Finale Ligure, Varazze, etc. 
Elle se subdivise elle-même en :
  - Riviera des Palmiers (Riviera delle Palme) dans la province de Savone,
  - Riviera des fleurs (Riviera dei Fiori) dans la province d'Imperia.

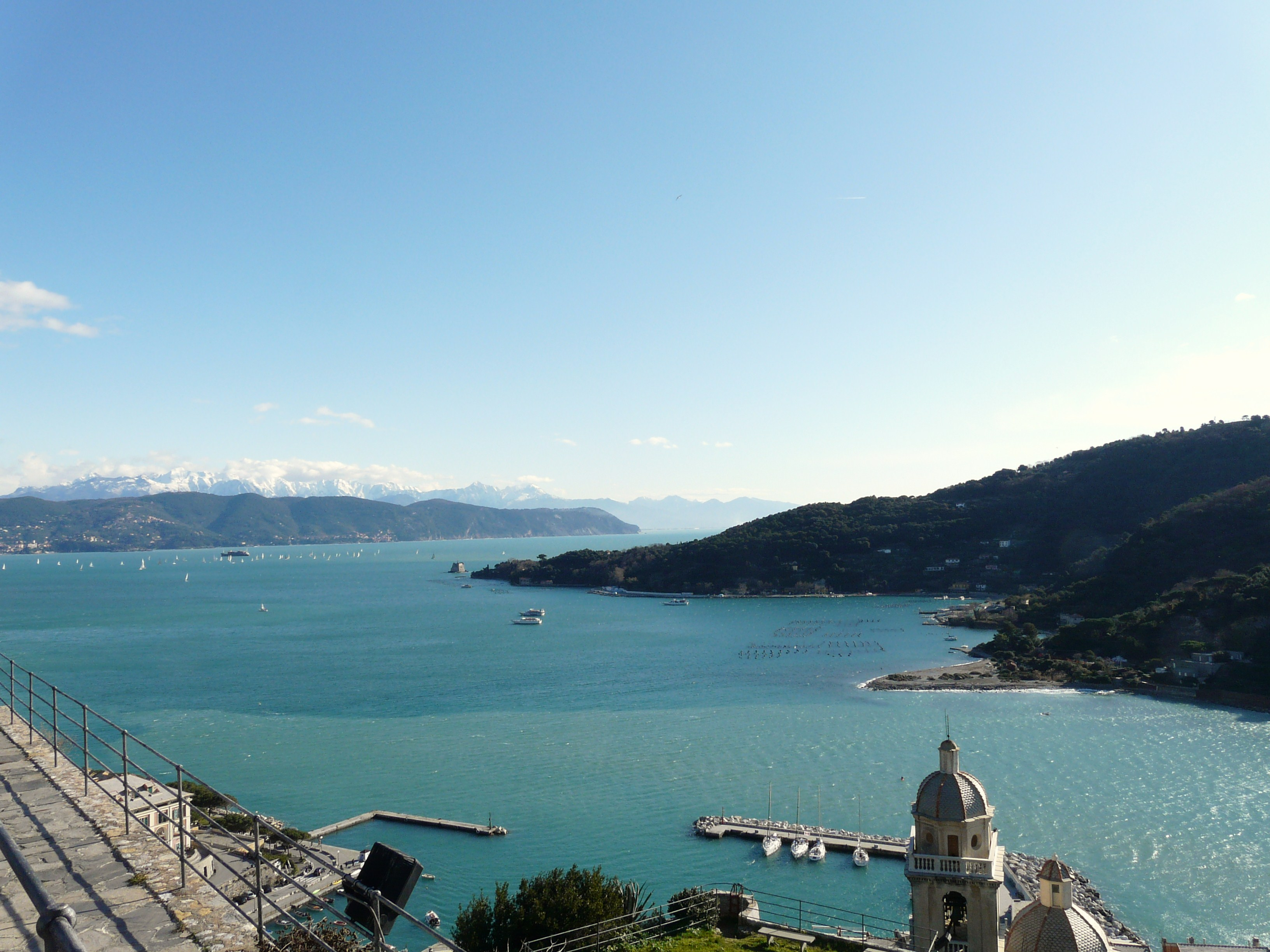
L'île Venere vers Porto Venere.

- la Riviera du Levant (Riviera ligure di Levante), à l'est, qui borde la province de La Spezia, et possède un littoral escarpé de 130 km avec de multiples baies, criques et promontoires rocheux au panorama remarquable où se nichent des villages de pêcheurs (Camogli, Portofino), le golfe de Tigullio, et les Cinque Terre.

## Infrastructures
La Riviera italienne, bien que réduite en largeur par la proximité des massifs montagneux, est un important couloir de circulation, surtout à l'est de Savone :
- la route SS1 (Via Aurelia) suit la côte au plus près, sauf aux environs de la Spezia,
- l'autoroute A10 puis A12 est une succession de viaducs et de tunnels, parfois à chaussée unique, et s'éloigne fréquemment de la côte,
- et la voie ferrée est elle aussi très riche en ouvrages d'art, et permet quelques points de vue remarquables sur la côte, notamment sur la Riviera du Levant. Sur la Riviera du Ponant, de nombreux trains en provenance du nord de l'Europe y desservent toutes les localités touristiques sur une ligne dont la mise à double voie n'est toujours pas achevée, plus de trente ans après le début des travaux.

Peu de routes pénètrent dans l'intérieur. Savone et Gênes sont cependant reliées à la haute plaine du Pô par les autoroutes A6, A26 et A7, et par la voie ferrée Turin - Rome.

## Notoriété
- En 1997, l’Unesco a inscrit la partie orientale de la Riviera du Levant (Cinque Terre, Porto Venere et l'île de Palmaria) sur sa liste du patrimoine mondial comme paysage culturel.
- Une huile vierge d'olive porte le nom de la région côtière : la Riviera Ligure.